# سیسیفوس (ترانه)
سیسیفوس (به انگلیسی: Sysyphus) نام یک قطعه موسیقی بدون کلامِ ۴ بخشی از آلبوم ۱۹۶۹ گروه موسیقی پینک فلوید،اوماگوما است که در بخش استودیویی آلبوم قرار دارد. این قطعه توسط نوازندهٔ کیبورد گروه؛ ریچارد رایت ساخته و اجرا شده است.
نام این قطعه موسیقی از شخصیت یونانی سیزیف گرفته شده است اما در یک حرف آن متفاوت است.

## اشاره‌های یونانی
جدا از تفاوت املایی در عنوان آلبوم، این قطعه ماجرای سیزیف را از لحاظ موسیقی تفسیر می‌کند. تجسم رایت از هول دادن یک سنگ در سطحی شیب‌دار به طرف بالا؛ مسلماً آهسته است، بخش‌هایی از آهنگ رایت هم تقریباً آهسته است.

## ویرایش‌ها و اجرای زنده
در ویرایش لوح فشرده، بخش اول آهنگ به دو نیمه با عناوین «بخش اول» و «بخش دوم» تقسیم شده، به دنبال آن؛ «بخش دوم» در ویرایش اصلی؛ در لوح فشرده عنوان «بخش سوم» را به خود می‌گیرد و بخش‌های سوم و چهارم در لوح فشرده به «بخش چهارم» تغییر می‌یابند.
این قطعه تنها چهار بار اجرای زنده داشته است.

## دست‌اندرکاران
- ریچارد رایت - کیبورد،ملوترون،پیانو،گیتار بیس،تیمپانی،درام،ساز کوبه‌ای